# Йоель Ліндпере
Йо́ель Ліндпе́ре (ест. Joel Lindpere, нар. 5 жовтня 1981, Таллінн) — естонський футболіст, півзахисник збірної Естонії та американського клубу «Чикаго Фаєр».

## Клубна кар'єра
У дорослому футболі дебютував 1997 року виступами за команду клубу «Нимме Калью», взявши участь лише у 7 матчах чемпіонату.
Своєю грою за цю команду привернув увагу представників тренерського штабу клубу «Леллє», до складу якого приєднався 1997 року. Відіграв за клуб з Леллє наступні два сезони своєї ігрової кар'єри.
Згодом з 2000 по 2002 рік грав у складі команд клубів «Флора» та «Валга» (на правах оренди).
У 2002 році повернувся до клубу «Флора». Цього разу провів у складі його команди два сезони. Більшість часу, проведеного у складі талліннської «Флори», був основним гравцем команди.
З 2004 року один сезон захищав кольори команди клубу ЦСКА (Софія), де грав на правах оренди.
Протягом 2005—2006 років знову захищав кольори команди клубу «Флора».
З 2007 року два сезони захищав кольори команди норвезького «Тромсе». Граючи у складі «Тромсе» також здебільшого виходив на поле в основному складі команди.
До складу клубу «Нью-Йорк Ред Буллз» приєднався 2010 року. Наразі встиг відіграти за команду з Нью-Йорка 97 матчів в національному чемпіонаті.

## Виступи за збірну
У 1999 році дебютував в офіційних матчах у складі національної збірної Естонії. Наразі провів у формі головної команди країни 83 матчі, забивши 5 голів.

## Титули і досягнення
- Чемпіон Естонії (2):

«Флора»: 2002, 2003
- Чемпіон Болгарії (1):

ЦСКА (Софія): 2004-05
- Володар Кубка Естонії (1):

«Нимме Калью»: 2014–15
- Володар Суперкубка Естонії (2):

«Флора»: 2002, 2003